# ميشيل لو روسو
ميشيل لو روسو (بالإيطالية: Michele Lorusso)‏ (1 فبراير 1947 في إيطاليا - 2 ديسمبر 1983 في إيطاليا) هو لاعب كرة قدم إيطالي في مركز الدفاع. لعب مع نادي ليتشي.

## وصلات خارجية
- ميشيل لو روسو على موقع قاعدة بيانات كرة القدم.إي يو (الإنجليزية)